# Läkemedelspatent
Läkemedelspatent, speciella patent för läkemedel.
Läkemedel som forskas fram brukar patenteras för att säkra läkemedelsföretagens inkomster för att kunna täcka kostnader som gick åt vid framforskning av läkemedlet, och andra utgifter. Efter ett visst antal år går patentet ut och då kan billigare, generiska, preparat börja säljas.